# Mattman & Robin
Mattman & Robin sono un duo svedese di compositori e produttori discografici, composto da Mattias Per Larsson e Robin Lennart Fredriksson.
Nel 2016, hanno vinto un Grammy Award per l'album dell'anno in qualità di produttori del quinto album in studio di Taylor Swift 1989.
Nello stesso anno, sono stati i vincitori del "Grand Prize" al Denniz Pop Awards.

## Discografia
| Anno | Artista                      | Album                             | Dettagli                                                                                             |
| ---- | ---------------------------- | --------------------------------- | --- |
| 2007 | What's Up!                   | In Pose                           | Produttore (If I Told You Once)                                                                      |
| 2009 | Arashi                       | My Girl EP                        | Co-autori (Tokei Jikake no Umbrella)                                                                 |
| 2009 | Elena Paparizou              | Giro Apo T' Oneiro                | Co-autori (Tha 'Mai Allios)                                                                          |
| 2011 | Eric Saade                   | Saade Vol. 1                      | Co-autori, produttori (Timeless, Hearts in the Air, Made of Pop, Echo), produttori (Stupid with You) |
| 2011 | Eric Saade                   | Saade Vol. 2                      | Co-autori, produttori (Love Is Calling, Fingerprints)                                                |
| 2011 | About E                      | N/A                               | Produttori (Dysfunctional)                                                                           |
| 2011 | Wanessa                      | DNA                               | Co-autori (DNA)                                                                                      |
| 2012 | Molly Sandén                 | Unchained                         | Co-autori, produttori (A Little Forgiveness)                                                         |
| 2012 | About E                      | N/A                               | Co-autori, produttori (Roll with Us)                                                                 |
| 2013 | Anton Ewald                  | A                                 | Co-autori, produttori (Human)                                                                        |
| 2013 | Bara På Låtsas               | Otecknat                          | Produttori (Hoppas Hoppas, Ett steg fram, Vad är jag)                                                |
| 2013 | Majestee of Sweden           | N/A                               | Co-autori, produttori (Governor, Supergirl, HELL YEAH, Hot Damn!)                                    |
| 2013 | Laza Morgan                  | One by One                        | Co-autori, produttori (Oh Eh Ya)                                                                     |
| 2013 | Tal                          | À l'infini                        | Co-autori, produttori addizionali (Jealousy)                                                         |
| 2014 | Oscar Zia                    | I Don't Know How to Dance         | Co-autori, produttori (Without U)                                                                    |
| 2014 | Tone Damli                   | Heartkill                         | Co-autori, produttori (Smash, Hello Goodbye)                                                         |
| 2014 | Eric Saade                   | N/A                               | Co-autori (Take a Ride (Put 'Em in the Air))                                                         |
| 2014 | Take That                    | III                               | Co-autori, produttori (Higher Than Higher)                                                           |
| 2014 | Taylor Swift                 | 1989                              | Co-produttori (All You Had to Do Was Stay)                                                           |
| 2014 | Tove Lo                      | Truth Serum                       | Co-autori, produttori (Over)                                                                         |
| 2014 | Tove Lo                      | Queen of the Clouds               | Produttori (Moments)                                                                                 |
| 2015 | Adam Lambert                 | The Original High                 | Co-autori, produttori (The Original High)                                                            |
| 2015 | Carly Rae Jepsen             | Emotion                           | Co-autori, produttori (Run Away with Me, Gimmie Love, Favourite Colour)                              |
| 2015 | DNCE                         | Swaay                             | Co-autori, produttori (Cake by the Ocean)                                                            |
| 2015 | Ellie Goulding               | Fifty Shades of Grey              | Cori, addetti al mastering (Love Me like You Do)                                                     |
| 2015 | Hailee Steinfeld             | Haiz                              | Co-autori, produttori (Love Myself, You're Such A, Rock Bottom, Hell Nos and Headphones)             |
| 2015 | Selena Gomez                 | Revival                           | Co-autori, produttori (Hands to Myself, Me & the Rhythm)                                             |
| 2016 | Gwen Stefani                 | This Is What the Truth Feels Like | Co-autori, produttori (Misery, Make Me like You, Truth)                                              |
| 2016 | Nick Jonas                   | Last Year Was Complicated         | Co-autori, produttori (Close, Touch)                                                                 |
| 2016 | Britney Spears               | Glory                             | Co-autori, produttori (Do You Wanna Come Over?, Slumber Party, Change Your Mind (No Seas Cortés))    |
| 2016 | Stanaj                       | The Preview                       | Co-autori, produttori (Sleep Alone)                                                                  |
| 2016 | Dagny                        | Ultraviolet EP                    | Co-autori, produttori (Fight Sleep, Too Young)                                                       |
| 2016 | DNCE                         | DNCE                              | Co-autori, produttori (Cake by the Ocean, Good Day, Naked)                                           |
| 2017 | DNCE (featuring Nicki Minaj) | DNCE (Jumbo Edition)              | Co-autori, produttori (Kissing Strangers)                                                            |
| 2017 | Julia Michaels               | Nervous System                    | Co-autori, produttori (Uh Huh, Worst in Me, Make It Up to You, Just Do It, Pink)                     |
| 2017 | Imagine Dragons              | EVOLVE                            | Co-autori, produttori (I Don't Know Why, Believer, Walking the Wire, Start Over)                     |
| 2017 | Jason Derulo                 | N/A                               | Co-autori, produttori (If I'm Lucky)                                                                 |
| 2017 | Dagny                        | N/A                               | Chitarra elettrica, percussioni (Love You like That)                                                 |
| 2017 | Pink                         | Beautiful Trauma                  | Co-autori, produttori (For Now)                                                                      |
| 2018 | Julia Michaels               | Fifty Shades Freed                | Co-autori, produttori (Are You)                                                                      |
| 2018 | Janelle Monáe                | Dirty Computer                    | Co-autori, produttori (Make Me Feel)                                                                 |
| 2018 | Imagine Dragons              | Origins                           | Co-autori, produttori (Natural, Cool Out, Only)                                                      |
| 2018 | Glowie                       | Where I Belong                    | Co-autori, produttori (Body)                                                                         |
| 2019 | Dua Lipa                     | Alita: Battle Angel               | Co-autori, produttori (Swan Song)                                                                    |
| 2019 | Tove Lo                      | Sunshine Kitty                    | Co-autori, produttori (Equally Lost)                                                                 |
| 2019 | Cashmere Cat                 | Princess Catgirl                  | Co-autori (Without You)                                                                              |
| 2019 | Anthony Ramos                | The Good & the Bad                | Co-autori, produttori (Mind over Matter, Little Lies)                                                |
| 2019 | Camila Cabello               | Romance                           | Co-autori, produttori (Living Proof, Dream of You)                                                   |
| 2020 | Selena Gomez                 | Rare                              | Co-autori, produttori (Lose You to Love Me, Dance Again, Let Me Get Me)                              |
| 2020 | YDE                          | N/A                               | Co-autori, produttori (Stopped Buying Diamonds)                                                      |
| 2020 | Tayla Parx                   | Coping Mechanisms                 | Co-autori, produttori (Residue)                                                                      |
| 2020 | YDE                          | N/A                               | Co-autori, produttori (BlindLife)                                                                    |
| 2021 | Celeste                      | Not Your Muse                     | Co-autori (A Kiss)                                                                                   |
| 2021 | Zara Larsson                 | Poster Girl                       | Co-autori, produttori (Need Someone, Right Here)                                                     |